# Notte fatale
Notte fatale è un romanzo giallo del 2004 scritto da Nelson DeMille.
Ha come protagonista John Corey.

## Trama
La storia inizia in una sera d'estate del 1996 con lo schianto del volo TWA 800, il Boeing 747 della TWA diretto a Parigi con duecentotrenta persone a bordo, avvenuto al largo di Long Island, New York. 
Una coppia di amanti sulla spiaggia è testimone dell'incidente e fugge dalla scena, dopo aver filmato accidentalmente quello che sembra essere un missile che sale dall'oceano verso l'aereo che esplode in aria.
Dopo una frettolosa inchiesta il governo dichiara che l'incidente è stato causato da un difetto meccanico. Eppure sono centinaia i testimoni pronti a dichiarare di aver visto una scia luminosa (un razzo?) salire dal mare verso l'aereo.
Cinque anni dopo, il detective John Corey della Task Force antiterrorismo (ATTF, un dipartimento fittizio dell'FBI basato sulla Joint Terrorism Task Force) è incoraggiato a reinvestigare l'incidente da sua moglie Kate Mayfield, che aveva lavorato all'inchiesta originale. 
Basterebbe trovare una prova, un video, quel video (ma chi sa della sua esistenza?) e l'inchiesta verrebbe clamorosamente ribaltata.
La storia è il sequel di L'ora del Leone e reintroduce una serie di personaggi di quel romanzo. A sua volta il sequel di Notte fatale, intitolato American vendetta (Wild Fire), è uscito il 6 novembre 2006. 
Uno dei personaggi che ritornano da "L'ora del Leone" e da "Plum Island" è l'agente della CIA Ted Nash, che DeMille ha trasformato nell'antagonista di Corey nella sua carriera con l'ATTF. 
Gran parte dell'azione nel romanzo è incentrata sulla ricerca della coppia che inavvertitamente ha filmato l'esplosione in aria che ha abbattuto il volo TWA 800 al largo della costa di Long Island. Al centro delle indagini di Corey ci sono le dichiarazioni di testimoni che affermano che l'esplosione fatale è stata causata da un missile e non da un guasto meccanico. Corey viene avvertito dai suoi superiori di non riesaminare l'incidente della TWA e lui e sua moglie sono temporaneamente assegnati ad attività di antiterrorismo in Yemen e Tanzania per impedire loro di portare avanti il caso. 
Ritornano negli Stati Uniti, tuttavia, all'inizio di settembre 2001, e Corey fa scoperte cruciali che vengono rapidamente oscurate dai tragici eventi dell'11 settembre 2001.

## Edizioni
- Nelson DeMille, Notte fatale, traduzione di Renato Pera, Arnoldo Mondadori Editore.